# 国鉄レ6000形貨車
国鉄レ6000形貨車（こくてつレ6000がたかしゃ）は、1946年（昭和21年）から1947年（昭和22年）にかけて製造された日本国有鉄道（国鉄）の貨車（冷蔵車）である。本項目では本形式から一部が編入されたレ16000形についても説明する。

## 概要
戦前から製造されていたレ5000形は、第二次世界大戦による製作中断を経て、1946年（昭和21年）に再び増備された。本形式はこれに引き続き製造されたもので、レ5000形とは車軸が違うのみである。レ5000形が12トン長軸を採用していたのに対して、レ6000形は戦時中に材料削減のために開発された12トン短軸を採用している。車番はレ6000 - レ6387となっている。
日本車輌製造・新潟鐵工所・近畿車輛・帝國車輛工業・川崎車輌の5社で388両が新製された。
製造会社と車番の関係は次のとおりである。
- 日本車輌製造支店 70両 （レ6000 - レ6069）
- 新潟鐵工所 65両 （レ6070 - レ6134）
- 日本車輌製造 80両 （レ6135 - レ6214）
- 近畿車輛 55両 （レ6215 - レ6269）
- 帝國車輛工業 38両 （レ6270 - レ6307）
- 川崎車輌 80両 （レ6308 - レ6387）

無氷槽式を識別する記番号として記号は、「レオム」と標記された。「オム」とは、「大型」の「無氷槽式」の意味である。この標記は、1953年（昭和28年）5月28日通報により大きさを表す「オ」が廃止され又「ム」は、「ナ」に変更され（「レム」とまぎらわしいため）「レナ」と改正された。
全長7,880mm、全幅2,675mm、全高3,620mm、荷重12tで、断熱材は戦後の資材難の時期にあたったため粗悪な代用断熱材が使用され、車両によって違っている。使用されたものはフェルトと日本紙の組み合わせ、杉皮の繊維を固めたもの、国産のコルクなど雑多なもので、この頃から車体の隅に断熱材の種類が表記されるようになった。
1958年（昭和33年）から1959年（昭和34年）に掛けて全ての車両が整備改造された。この時に断熱材は全てアルセルボードに交換されている。二段リンクへの改造は短軸採用のために遅れて、1967年（昭和42年）になってようやく実施された。この時に一部の車両は改造不適格とみなされて、ヨンサントオ（昭和43年10月ダイヤ改正）を前に1968年（昭和43年）2月に一旦全車両が65km/h制限扱いとされ、記号ロレとされた。そして8月に二段リンク改造済み車は65km/h制限を示すロの記号を除去した。一方、一段リンクの残存車は車番に10000を加算してレ16000形に編入されることになった。ただし実際には二段リンク未改造車両の多くはこの時に廃車され、実際にレ16000形に編入されたのはレ16168、レ16169、レ16184の3両のみであった。黄帯を巻き、○にロの表記を付けて北海道内封じ込め車として運用されたが、1970年（昭和45年）に廃車された。
二段リンク改造されたレ6000形は、レ5000形と同様に輸送量の減少により余剰となり、より新しい保冷性のよい車両が優先されて、1971年（昭和46年）から1973年（昭和48年）にかけて廃車となった。ただし書類上は2両が1983年（昭和57年）まで在籍していた。